# آرایه کیلومتر مربعی
آرایه کیلومتر مربعی (انگلیسی: Square Kilometre Array) با نام اختصاری SKA پروژه‌ای شامل چندین رادیو تلسکوپ است که قرار است در استرالیا و آفریقای جنوبی ساخته شود. مجموع مساحت این پروژه در زمان تکمیل آن حدود یک کیلومتر مربع خواهد بود. این آرایه در فرکانس‌های گسترده‌ای کار خواهد کرد و حساسیت آن ۵۰ برابر هر رادیوتلسکوپ دیگر در دنیاست. این مجموعه به ماشین‌های پردازش و محاسبه‌گر بسیار قوی نیاز دارد. این آرایه قادر به پایش آسمان با سرعت ده برابر بیشتر نسبت به پیش از خود خواهد بود.